# They Can't Take That Away From Me
They Can’t Take That Away From Me est une chanson écrite par George Gershwin et Ira Gershwin pour le film L'Entreprenant Monsieur Petrov (Shall We Dance) et elle y est interprétée par Fred Astaire. 

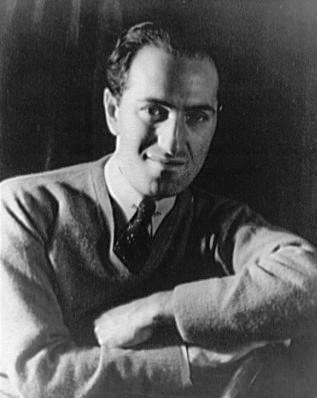
George Gershwin

On retrouve aussi la chanson dans The Barkleys Of Broadway, toujours interprétée par Fred Astaire en s’adressant à Ginger Rogers.
George Gershwin est mort deux mois après que le film fut réalisé et a été nommé à titre posthume pour l'Academy Award for Best Original Song en 1937.

## Reprises notables
La chanson fut reprise par notamment Billie Holiday, Charlie Parker, Ella Fitzgerald et Louis Armstrong, Anita O'Day, Sarah Vaughan, Frank Sinatra, Nancy Walker, Tony Bennett, Hubert Fol, Cheryl Bentyne, etc.